# Färöische Fußballmeisterschaft der Frauen 2018
Die Färöische Fußballmeisterschaft der Frauen 2018 war die 34. Saison der höchsten färöischen Fußballliga der Frauen. Als neuer Sponsor wurde am 15. Dezember 2017 Betri Banki bekanntgegeben, so dass die Liga seit dieser Saison den Namen Betrideildin trägt. Sie startete am 11. März 2018 und endete am 26. Oktober 2018.
Titelverteidiger EB/Streymur/Skála gewann den Titel zum zweiten Mal in Folge. Im Vergleich zur Vorsaison verschlechterte sich die Torquote auf 4,62 pro Spiel. Die höchsten Siege erzielten HB Tórshavn durch ein 9:1 im Auswärtsspiel gegen B68 Toftir am elften Spieltag, was neben dem 8:2-Auswärtssieg von EB/Streymur/Skála gegen B68 Toftir am zehnten Spieltag die torreichsten Spiele darstellten, sowie EB/Streymur/Skála durch ein 8:0 im Heimspiel gegen B36 Tórshavn am 15. Spieltag.

## Modus
In der Betrideildin spielte jede Mannschaft an 20 Spieltagen jeweils vier Mal gegen jede andere. Die punktbeste Mannschaft zu Saisonende stand als Meister dieser Liga fest.

## Saisonverlauf
Beim Dreikampf um den Titel verlor EB/Streymur/Skála lediglich die ersten beiden Auswärtsspiele gegen KÍ Klaksvík und HB Tórshavn mit 1:2 sowie 0:4. Die jeweils zweiten Auswärtsspielen gegen die direkten Konkurrenten endeten beide 1:1. Zu Hause gab EB/Streymur/Skála keinen Punkt ab und legte somit den Grundstein für den Titel. KÍ Klaksvík verlor zudem das Auswärtsspiel am fünften Spieltag gegen HB Tórshavn mit 1:2, das Rückspiel ging 1:1 aus. Im zweiten Auswärtsspiel gegen HB konnte sich KÍ mit 2:0 durchsetzen. Die Entscheidung um die Meisterschaft fiel am vorletzten Spieltag, als EB/Streymur/Skála sein Heimspiel gegen KÍ Klaksvík mit 1:0 gewinnen konnte.

## Tabelle
| Pl. | Verein                   | Sp. | S  | U | N  | Tore    | Diff. | Punkte |
| --- | ------------------------ | --- | -- | - | -- | ------- | ----- | ------ |
| 1.  | EB/Streymur/Skála (M, P) | 20  | 16 | 2 | 2  | 080:140 | +66   | 50     |
| 2.  | HB Tórshavn              | 20  | 14 | 3 | 3  | 076:210 | +55   | 45     |
| 3.  | KÍ Klaksvík              | 20  | 14 | 3 | 3  | 057:190 | +38   | 45     |
| 4.  | ÍF/Víkingur              | 20  | 6  | 0 | 14 | 030:610 | −31   | 18     |
| 5.  | B36 Tórshavn             | 20  | 2  | 2 | 16 | 015:750 | −60   | 08     |
| 6.  | B68 Toftir               | 20  | 2  | 2 | 16 | 019:870 | −68   | 08     |

| (N) | Aufsteiger       |
| (M) | Meister 2017     |
| (P) | Pokalsieger 2017 |

## Spiele und Ergebnisse
|                   | B36 | B36 | B68 | B68 | EBS/Skála | EBS/Skála | HB  | HB  | ÍF/Vík | ÍF/Vík | KÍ  | KÍ  |
| ----------------- | --- | --- | --- | --- | --------- | --------- | --- | --- | ------ | ------ | --- | --- |
| B36 Tórshavn      |     |     | 1:1 | 1:2 | 0:6       | 0:3       | 0:5 | 0:6 | 1:3    | 0:1    | 2:4 | 1:2 |
| B68 Toftir        | 0:0 | 1:3 |     |     | 2:8       | 0:7       | 1:8 | 1:9 | 0:4    | 4:1    | 0:7 | 1:4 |
| EB/Streymur/Skála | 7:0 | 8:0 | 8:1 | 4:1 |           |           | 6:1 | 2:0 | 2:0    | 6:0    | 1:0 | 1:0 |
| HB Tórshavn       | 5:0 | 6:0 | 3:0 | 8:1 | 2:1       | 1:1       |     |     | 2:0    | 7:0    | 2:1 | 0:2 |
| ÍF/Víkingur       | 4:2 | 1:3 | 3:1 | 3:1 | 0:3       | 1:5       | 0:4 | 3:5 |        |        | 1:2 | 1:5 |
| KÍ Klaksvík       | 6:0 | 4:1 | 3:0 | 2:1 | 4:0       | 1:1       | 1:1 | 1:1 | 4:2    | 4:2    |     |     |

## Torschützenliste
Bei gleicher Anzahl von Treffern sind die Spielerinnen nach dem Nachnamen alphabetisch geordnet.
| Platz | Spieler               | Mannschaft        | Tore |
| ----- | --------------------- | ----------------- | ---- |
| 1     | Heidi Sevdal          | HB Tórshavn       | 23   |
| 2     | Milja Simonsen        | HB Tórshavn       | 21   |
| 3     | Rannvá Andreasen      | KÍ Klaksvík       | 17   |
| 3     | Margunn Lindholm      | EB/Streymur/Skála | 17   |
| 5     | Birna Mikkelsen       | EB/Streymur/Skála | 16   |
| 6     | Ansy Jakobsen         | EB/Streymur/Skála | 14   |
| 7     | Julia Naomi Mortensen | HB Tórshavn       | 13   |
| 8     | Durita Hummeland      | EB/Streymur/Skála | 11   |
| 9     | Rebekka Benbakoura    | HB Tórshavn       | 08   |
| 9     | Evy á Lakjuni         | KÍ Klaksvík       | 08   |
| 9     | Sanna Svarvadal       | KÍ Klaksvík       | 08   |

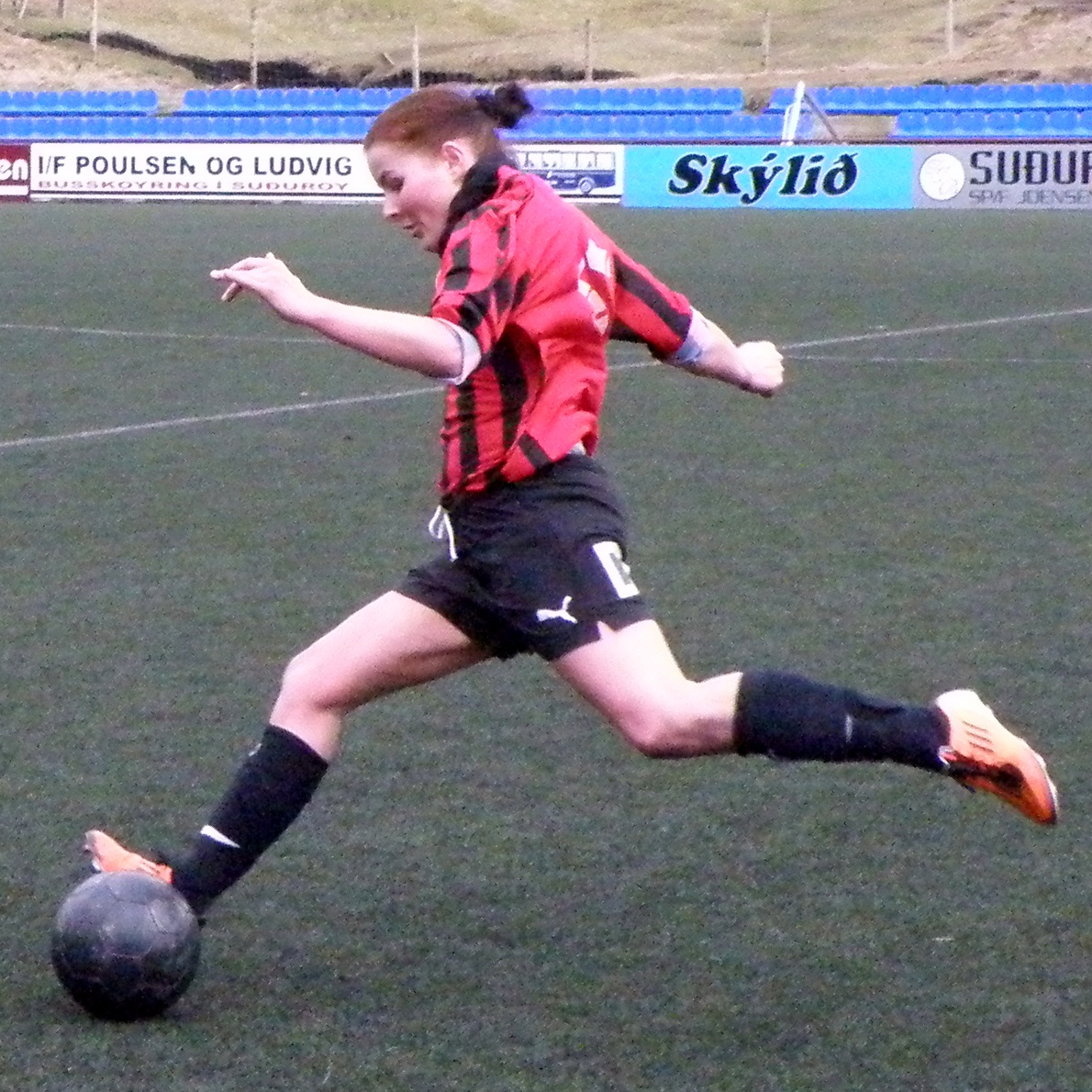
Torschützenkönigin Heidi Sevdal

Dies war nach 2013, 2014, 2015 und 2017 der fünfte Titel für Heidi Sevdal.

## Trainer
| Mannschaft        | Trainer               | Spieltage |
| ----------------- | --------------------- | --------- |
| B36 Tórshavn      | Súni Olsen            | 01–20     |
| B68 Toftir        | Philip Frikke-Schmidt | 01–12     |
| B68 Toftir        | André Olsen           | 13–20     |
| EB/Streymur/Skála | Mathias Davidsen      | 01–20     |
| HB Tórshavn       | Allan Dybczak         | 01–20     |
| ÍF/Víkingur       | Svenn Olsen           | 01–20     |
| ÍF/Víkingur       | Poul Helgi Jacobsen   | 01–20     |
| KÍ Klaksvík       | Aleksandar Đorđević   | 01–20     |

Nur B68 Toftir wechselte den Trainer aus, Auswirkungen auf die Tabellenplatzierung hatte dies jedoch keine.

## Spielstätten
| Mannschaft        | Stadion              | Spielort     |
| ----------------- | -------------------- | ------------ |
| B36 Tórshavn      | Gundadalur (9)       | Tórshavn     |
| B36 Tórshavn      | Tórsvøllur (1)       | Tórshavn     |
| B68 Toftir        | Tofta Leikvøllur     | Toftir       |
| EB/Streymur/Skála | við Margáir (5)      | Streymnes    |
| EB/Streymur/Skála | Undir Mýruhjalla (5) | Skála        |
| HB Tórshavn       | Gundadalur (8)       | Tórshavn     |
| HB Tórshavn       | Tórsvøllur (2)       | Tórshavn     |
| ÍF/Víkingur       | Sarpugerði           | Norðragøta   |
| ÍF/Víkingur       | Í Fløtugerði         | Fuglafjørður |
| KÍ Klaksvík       | Við Djúpumýrar       | Klaksvík     |

## Schiedsrichter
Folgende Schiedsrichter leiteten die 60 ausgetragenen Erstligaspiele:
| Name                         | Stammverein       | Spiele |
| ---------------------------- | ----------------- | ------ |
| Tóki Høghamar                | EB/Streymur       | 06     |
| David Waag Sjóstein          | KÍ Klaksvík       | 05     |
| Petur Páll Hentze            | Víkingur Gøta     | 04     |
| Niklas Petersen              | HB Tórshavn       | 04     |
| Jørleif Djurhuus             | Skála ÍF          | 03     |
| Jóhan Sólheim Ellingsgaard   | ÍF Fuglafjørður   | 03     |
| Árni Brandsson Petersen      | KÍ Klaksvík       | 03     |
| Stephan Petursson            | FF Giza/FC Hoyvík | 03     |
| Heini Viðoy                  | HB Tórshavn       | 03     |
| Bogi Eyðunsson Hansen        | Víkingur Gøta     | 02     |
| Jón Marni Johannesen         | Skála ÍF          | 02     |
| Pætur Ellingsgaard Rasmussen | HB Tórshavn       | 02     |
| Petur Reinert                | Víkingur Gøta     | 02     |
| Rani Andrasson Skaalum       | Undrið FF         | 02     |
| Áron Sofus Vest              | KÍ Klaksvík       | 02     |

Weitere 14 Schiedsrichter leiteten jeweils ein Spiel.

## Die Meistermannschaft
In Klammern sind die Anzahl der Einsätze sowie die dabei erzielten Tore genannt.
| 1. | EB/Streymur/Skála |
|    | Silja Augustinussen (1/1) \| Eydna á Bø (3/0) \| Bjarta E. Djurhuus (1/0) \| Kára Djurhuus (10/2) \| Miriam Egilsdóttir (15/0) \| Eyðbjørg Ellingsgaard (5/0) \| Randi Fagradal (19/3) \| Stefania Fjalarsdóttir (1/0) \| Anna Hansen (20/0) \| Katrina Hansen (1/0) \| Krista Hellisfoss (2/0) \| Durita Hummeland (18/11) \| Sára Jacobsen (3/0) \| Ansy Jakobsen (20/14) \| Marita Jarnskor (9/0) \| Rúna Joensen (2/0) \| Silja Johannesen (14/0) \| Sunnvá Johansen (12/0) \| Ásgerð Siri Káradóttir (7/0) \| Margunn Lindholm (19/17) \| Lea Lisberg (15/3) \| Íðunn Magnussen (4/2) \| Rakul Magnussen (19/6) \| Sára Magnussen (2/0) \| Birna Mikkelsen (19/16) \| Durita Mikkelsen (11/0) \| Fríðrún Olsen (6/0) \| Guðrið Poulsen (9/0) \| Rannvá Poulsen (1/0) ohne Einsatz: Ró Andreassen \| Sjarlotta Joensen \| Kristina Mikkelsen \| Nikolina Thorleifsson - Trainer: Mathias Davidsen |

## Nationaler Pokal
Im Landespokal gewann Meister EB/Streymur/Skála mit 2:1 gegen HB Tórshavn und erreichte dadurch das Double.

## Europapokal
2018/19 spielte EB/Streymur/Skála als Meister des Vorjahres in der Qualifikationsrunde der UEFA Women’s Champions League. Nach einem 0:3 gegen FC NSA Sofia (Bulgarien) folgten ein 0:7 gegen Gintra Universitetas (Litauen) sowie ein 0:7 gegen FC Honka Espoo (Finnland). Die Gruppe wurde somit auf dem letzten Platz beendet.